# Białaszów (hromada Ostróg)
Białaszów (ukr. Білашів) – wieś na Ukrainie, w obwodzie rówieńskim, w rejonie rówieńskim, w hromadzie Ostróg. W 2001 liczyła 454 mieszkańców, spośród których 453 wskazało jako ojczysty język ukraiński, a 1 rosyjski.
W okresie międzywojennym wieś znajdowała się w granicach II RP, wchodząc w skład gminy Chorów w powiecie zdołbunowskim, w województwie wołyńskim.